# ロジャー・リース
ロジャー・リース（Roger Rees、1944年5月5日 - 2015年7月10日）は、ウェールズの俳優。ロジャー・リーズとも表記される。

## 来歴
ウェールズ・アベリストウィス出身。キャンバーウェル・カレッジ・オブ・アーツとスレード美術学校に学び、ロイヤル・シェイクスピア・カンパニーで舞台に立つ。The Life and Adventures of Nicholas Nicklebyで1980年にローレンス・オリヴィエ賞Actor of the Year in a New Play、1982年にトニー賞 演劇主演男優賞を受賞した。
その後、アメリカ合衆国に拠点を移して活躍、テレビドラマ『チアーズ』のロビー・コルコード役、『ザ・ホワイトハウス』のジョン・マーベリー卿役や、『ウェアハウス13 〜秘密の倉庫 事件ファイル〜』のジェームズ・マクファーソン役で知られた。1989年にアメリカの市民権を取得した。
2015年7月10日、71歳で死去。がんを患っていた。

## 主な出演作品

### 映画
- スター80 Star 80 (1983)
- クリスマス・キャロル A Christmas Carol (1984)
- ローレンス・オリヴィエ/画家と美女の奇妙な生活 The Ebony Tower (1984) テレビ映画
- 帰ってきた警部マクロード The Return of Sam McCloud (1989) テレビ映画
- 愛と野望のナイル Mountains of the Moon (1990)
- ティーン・エージェント If Looks Could Kill (1991)
- 刑事ジョー ママにお手上げ Stop! or My Mom will Shoot (1992)
- タワー The Tower (1993) テレビ映画
- ロビン・フッド/キング・オブ・タイツ Robin Hood: Men in Tights (1993)
- 大いなる相続 The Substance of Fire (1996)
- ワンダーランド駅で Next Stop Wonderland (1998)
- 真夏の夜の夢 A Midsummer Night's Dream (1999)
- ダブル・プラチナ Double Platinum (1999) テレビ映画
- 記憶の旅人 The Bumblebee Flies Anyway (1999)
- デラウェア渡河作戦/勝利への決断 The Crossing (2000) テレビ映画
- ヴァニシング・チェイス 3 A.M. (2001)
- ピーター・パン2 ネバーランドの秘密 Return to Never Land (2002) アニメ映画、声の出演
- スコーピオン・キング The Scorpion King (2002)
- フリーダ Frida (2002)
- 卒業の朝 The Emperor's Club (2002)
- ライフ・イズ・ベースボール Game 6 (2005)
- ニュー・ワールド The New World (2005) クレジットなし
- ピンクパンサー The Pink Panther (2006)
- ガーフィールド2 Garfield: A Tail of Two Kitties (2006)
- プレステージ The Prestige (2006)
- インベージョン The Invasion (2007)
- サバイバー（遺作） Survivor (2015)

### テレビドラマ
- 禁断の関係 愛と憎しみのブーケ Bouquet of Barbed Wire (1976)
- チアーズ Cheers (1989-1993)
- ザ・マンティス M.A.N.T.I.S. (1994-1995)
- ザ・タイタニック Titanic (1996) ミニシリーズ
- ザ・ホワイトハウス The West Wing (2000-2005)
- グレイズ・アナトミー Grey's Anatomy (2007)
- ウェアハウス13 〜秘密の倉庫 事件ファイル〜 Warehouse 13 (2009-2013)
- エレメンタリー ホームズ&ワトソン in NY Elementary (2012-2014)

### テレビアニメ
- ガーゴイルズ Gargoyles (1995)